# فرودگاه صحرایی نورمسی
فرودگاه صحرایی نورمسی (به انگلیسی: Nurmsi Airfield) (به زبان بومی: Nurmsi lennuväli) یک فرودگاه نظامی است که یک باند فرود چمن دارد و طول باند آن ۲۵۰۰ متر است. این فرودگاه در کشور استونی قرار دارد و در ارتفاع ۷۱ متری از سطح دریا واقع شده‌است.